# کریس فوریش
کریس فوریش (انگلیسی: Chris Führich؛ زادهٔ ۹ ژانویهٔ ۱۹۹۸) بازیکن فوتبال اهل آلمان است.
از باشگاه‌هایی که در آن بازی کرده‌است می‌توان به باشگاه فوتبال کلن اشاره کرد.